# Лаппаярви (община)
Лаппаярви (фин. Lappajärvi) — община в провинции Южная Остроботния, Финляндия. Общая площадь территории — 523,73 км², из которых 102,89 км² — вода.

## Демография
На 31 января 2011 года в общине Лаппаярви проживал 3431 человек: 1687 мужчин и 1744 женщины.
Финский язык является родным для 97,85% жителей, шведский — для 0,55%. Прочие языки являются родными для 1,6% жителей общины.
Возрастной состав населения:
- до 14 лет — 12,82%
- от 15 до 64 лет — 60,42%
- от 65 лет — 27,02%

Изменение численности населения по годам:
| Год  | Численность |
| ---- | ----------- |
| 1980 | 4520        |
| 1990 | 4505        |
| 2000 | 4051        |
| 2010 | 3440        |
| 2011 | 3431        |